# Herbert Nußbaum
Herbert Nußbaum, auch Herbert Nussbaum (* 1929 in Bayern; † 21. Juli 2011 bei Fürstenfeldbruck) war ein deutscher Schauspieler.

## Leben
Herbert Nußbaum arbeitete, vornehmlich in München, als Theaterschauspieler, wo er hauptsächlich in Lustspielen, ländlichen Volksstücken und Boulevardkomödien spielte.
Er hatte unter anderem Engagements an der Kleinen Komödie am Max II und an der Iberl-Bühne. Am Bayerischen Volkstheater München (Iberl-Bühne) spielte er 1979 den Vater Steingassinger in dem Lustspiel Unser Goldbus. 1994 trat er dort in dem Lustspiel Oh Heiliger Sankt Benedikt auf. Nußbaum gehörte zum Rollentyp des Bayerischen Volksschauspielers. Er spielte auf der Bühne fast ausschließlich komische Rollen; häufig verkörperte er Diener, Hausdiener und sonstiges Dienstpersonal. Dabei trat er neben bekannten Schauspielern wie Erni Singerl, Marika Rökk und Claus Biederstaedt auf.
Außerdem spielte er im Komödienstadel. In der Komödie Der Geisterbräu (1979) übernahm er die Rolle des Onkel Pepi.
Nußbaum wirkte seit Ende der 1970er Jahre auch in einigen Fernsehrollen mit. Meistens trat er in Produktionen auf, die im bayerischen, österreichischen oder süddeutschen Umfeld spielten. Nussbaum wurde dort stets als Nebendarsteller eingesetzt. Im Fernsehen spielte er Dorfbewohner, Nachbarn und Leute aus dem Volk. In dem Fernsehfilm Andreas Vöst (1979) war er als verschlossener Dorfbewohner an der Seite von Jörg Hube zu sehen. Er hatte außerdem kleinere Episodenrollen in den Fernsehserien Der Bulle von Tölz, Forsthaus Falkenau und Der Millionenbauer.
Nußbaum arbeitete auch als Hörspielsprecher. Er gehörte zur Besetzung der Hörspielserie Die Grandauers und ihre Zeit von Willy Purucker; darin sprach er mehrere kleinere Rollen (Gendarm, Schaffner und diverse weitere Rollen). In der Hörspielreihe Kommissar Kugelblitz sprach er 1986 den Eiermann in der Folge Der Mann mit dem tätowierten Anker.
Nußbaum lebte mit seiner an Krebs erkrankten, pflegebedürftigen Ehefrau in Emmering; er hatte seine Ehefrau lange Jahre versorgt und betreut. Am 21. Juli 2011 tötete er zunächst seine Ehefrau; er selbst tötete sich dann bei einem absichtlich verursachten Autounfall auf der B 471 in der Nähe von Fürstenfeldbruck.

## Filmographie (Auswahl)
- 1977: Polizeiinspektion 1
- 1979: Andreas Vöst (Fernsehfilm)
- 1979: Der ganz normale Wahnsinn
- 1979: Der Komödienstadel – Der Geisterbräu
- 1979: Der Ruepp
- 1982: Beim Bund (Fernsehserie)
- 1982: Der Millionenbauer
- 1989: Forsthaus Falkenau
- 1993: Die zweite Heimat – Chronik einer Jugend
- 2000: Der Bulle von Tölz: Eine tödliche Affäre